# Rogoźnik (województwo śląskie)
Rogoźnik – wieś w Polsce położona w Zagłębiu Dąbrowskim, w województwie śląskim, w powiecie będzińskim, w gminie Bobrowniki. Znajduje się w niewielkiej kotlinie pomiędzy wzgórzami Buczyna i Sadowie. Rogoźnik sąsiaduje: od północy z sołectwem Siemonia (gmina Bobrowniki), od południa z miastem Wojkowice, od wschodu z sołectwami Strzyżowice i Góra Siewierska (gmina Psary), od zachodu z sołectwami Bobrowniki i Dobieszowice (gmina Bobrowniki).

## Nazwa
Według przekazów regionalnych wyrosła w borze Rogoza, między Jawornikiem (strumień Jaworznik) a pasmem wzgórz. Nazwa miejscowości zgodnie z zapisami wywodzi się od nazwy boru Rogoza bądź od nazwy rośliny rogoża (nazwa florystyczna) rosnącej masowo przy strumieniach i potokach na terenach miejscowości. Używana była w czasach średniowiecza, po raz pierwszy spotkano się z nią w dokumentach z 1225 roku kiedy przy fundacji kościoła Wszystkich Świętych w Siemoni wymienione zostały imiona rycerzy Boguchwała i Gausę z Rogoźnika.
Początkowe zapisy nazwy to: Rogosnic, Rogoznick, Rogosnig, Rogosenic.

## Historia
Istnienie zorganizowanego życia społecznego na tym terenie dokumentowane jest bardzo wcześnie. W Rogoźniku przeprowadzono badania sondażowo – rozpoznawcze: stanowisko badawcze zlokalizowano na łagodnym wzniesieniu około 100m od drogi Rogoźnik – Strzyżowice. Z lessowo-piaszczystej ziemi wydobyto kilka skorup i wyrobów ceramicznych z kultury łużyckiej pochodzących z późnej epoki brązu lub wczesnej epoki żelaza a także wyroby pochodzące z epoki wczesnego średniowiecza. Przeprowadzone  wstępne badania pozwoliły stwierdzić, że na terenie dzisiejszego Rogoźnika istniała wielokulturowa osada związana z kulturą łużycką z późnej epoki brązu lub wczesnej epoki żelaza. Najstarsze znaleziska archeologiczne odkryte jednocześnie w Gródkowie, Górze Siewierskiej, Łagiszy, Żychciach, Kamycach, Rogoźniku, Warężynie, Siemoni, Sączowie, Niezdarze i Ożarowicach datowane są na 8000-4500 lat p.n.e. można zatem pokusić się o stwierdzenie, że był  to okres bardzo intensywnego osiedlania się człowieka na tych terenach.
Nie wiadomo kiedy została założona, ale z jej istnieniem spotykamy się już w dokumentach z 1225 roku kiedy to przy fundacji kościoła Wszystkich Świętych w Siemuni (Siemonia) wymienione są imiona rycerzy Boguchwała i Gausę (Gaunę) z Rogoźnika.
Kolejną wzmiankę o Rogoźniku znajdujemy w źródłach z 1256 roku gdzie jest przedstawiony jako własność klasztoru zwierzynieckiego. Przynależność tę potwierdza dokument z 1287 roku. Nie wiemy jakie były losy wioski podczas najazdów tatarskich, ponieważ kolejne wzmianki pochodzą z 1367 roku kiedy to natykamy się na informacje o Świętosławie i Jarosławie z Rogoźnika. Następnie widzimy osiadłych tu Jakusza i Abrahama z Rogoźnika. W latach 1313–1337 razem z całą gminą Bobrowniki wchodziła w skład Księstwa Bytomskiego, a następnie cała gmina przeszła we władania książąt cieszyńskich.
Jak już wiadomo Rogoźnik istniał na początkach XIIIw. i w wieku XIV, jednak ta nazwa nie pojawia się w Liber Benefictorum Jana Długosza. Figuruje natomiast nazwa Gawszyce, wieś tak bliska Rogoźnikowi, że uważana nawet za jego część. Jednak Długosz pisząc o Gawszycach wspomina o dwóch folwarkach jako o dwóch odrębnych częściach tejże wioski. Można zatem wysnuć, że Długosz pisząc o Gawszycach pisał zarazem o Gawszycach i Rogoźniku.
Z dokumentów z 1441 roku wynika, że wówczas w posiadaniu Rogoźnika był Mikołaj Rogozsky. Prawdopodobnie owi Rogozcy, a potem Rogójscy (wszyscy pieczętowali się herbem Strzemię) urobili swe nazwisko właśnie od nazwy miejscowości. W 1442 roku wioska jest wymieniona w składzie Księstwa Siewierskiego w akcie sprzedaży tegoż księstwa  na mocy którego biskup krakowski (wówczas był to Zbigniew Oleśnicki) otrzymał prawo pobierania danin, czynszu i powinności między innymi z tej miejscowości. W 1529 roku wieś nadal należy do biskupów krakowskich, którzy za pośrednictwem starosty siewierskiego pobierali czynsz. Dziesięcina przypadała plebanowi z Siemoni.
Na przełomie XVI i XVII wieku niepodzielnie panowali tutaj Rogojscy (chociaż nazwisko uległo zmianie prawdopodobnie byli to potomkowie Rogozów potem piszących się Rogowscy). Początki XVII wieku to jednak schyłek panowania tego rodu w Rogoźniku. Chociaż w dokumentach z 1623 roku dziedzicem wsi jest jeszcze Jan Rogojski to później pojawia się przejściowo nazwisko Rubiński. Następnie wieś przechodzi w ręce rodu Krylińskich i Marcina Żarskiego. W tym okresie Gawszyce pustoszeją a wizytacja z 1619 (wg niektórych źródeł 1618r) roku wspomina już o nich jako o wsi opuszczonej. Później stają się integralną częścią Rogoźnika. Jak długo Rogoźnik był w posiadaniu tych rodów nie wiadomo. Około 1668 roku dziedzicem części Rogoźnika był także Adam Porębski posiadający swe dobra także w Dąbiu i Mysłowie W II połowie XVIIw. pojawiają się już nazwiska innych dzierżawców tej miejscowości. Około roku 1668 w źródłach pojawia się nazwisko Adama Porębskiego, jako dziedzica części w Rogoźniku. W XVIII w dokumenty wskazują na Pawła Wąsowicza jako właściciela Rogoźnika, a około 1747r wieś znajduje się w rękach Franciszka Pożarskiego (lub Pożarowskiego), którego ród dzierży te ziemie aż do 1790 roku. W tym okresie w Rogoźniku żyje 246 ludzi (w tym dwóch luteranów) zamieszkujących 45 domostw. W XVIII wieku Rogoźnik posiadał kilka młynów napędzanych wodą Jawornika (Jaworznika). Do najstarszych należał młyn Czabany. Inne to Karchowizna, Runot, Łata i Gorewoda.
XIX wiek znowu przynosi zmianę dziedzica. Zostaje nim Jan Grabiański herbu Świeńczyc. Jest to okres przekształcania się Rogoźnika ze wsi typowo rolniczej w osadę przemysłową. Przemysł dotarł do Rogoźnika już wcześniej. Około 1797 roku śląski przedsiębiorca Herdliztka otwarł na granicy Rogoźnika, Wojkowic i Żychcic kopalnię Galmanu „Fanny” która funkcjonowała do 1807 roku. Swoją działalność wznowiła w 1822 roku pracując nieprzerwanie do 1845r. W latach 1822–1840 wraz z wsią należała do Błeszyńskich a wydobywany galman dostarczano do huty w Milowicach. W tym okresie wioska rozrosła się do 76 domostw. Wg M. Kantora – Mirskiego na terenie Rogoźnika istniały ponadto jeszcze trzy małe kopalnie rudy żelaznej. Jednak eksploatacja złóż okazała się nieopłacalna toteż ten rodzaj górnictwa szybko zaniknął we wsi pozostawiając tylko stare wyrobiska. Najbardziej znaną pozostałością po eksploatacji złóż w tamtych czasów jest wyrobisko zwane Rudnym Dołem znajdujący się na stokach Buczyny. Nadania górnicze w 1900r. wykupiło wprawdzie czeladzkie Towarzystwo „Saturn” ale nie wznowiło wydobycia, z czasem lokując tutaj cegielnię oraz szkółkę drzewek owocowych. Później przemysł reprezentowała jedynie fabryka materiałów ogniotrwałych RZMO.
W okresie istnienia Księstwa Warszawskiego parafia Siemonia wraz z Rogoźnikiem znajdowała się w diecezji krakowskiej. W administracji państwowej Rogoźnik znajdował się w 1826 roku w gminie Bobrowniki, powiat lelowski, z miastem powiatowym Żarki, obwód olkuski, województwo krakowskie. W 1858r należał wraz z gminą Bobrowniki do powiatu olkuskiego, okręg lelowski guberni radomskiej.
W drugiej połowie XIX w. wzmianki o Rogoźniku pojawiają się w związku z występującymi na terenach Zagłębia strajkami chłopskimi o podłożu ekonomicznym. Polegały one najczęściej na odmowie odrabiania pańszczyzny. Jednym z najdłużej trwających strajków było wystąpienie włościan z Rogoźnika, którzy odmawiali wykonywania pańszczyzny przez 24 dni. Z tego też okresu pochodzi informacja o liście gończym wystawionym na nazwisko M. Niewiadomskiego, który ukrywał się przed poborem do carskiej armii.
W XIX wieku Rogoźnik należał do gminy Ożarowice z siedzibą w Tąpkowicach.
Po 1918 roku wszedł w skład gminy Bobrowniki, która należała do powiatu będzińskiego znajdującego się w województwie kieleckim. W 1930 roku liczył sobie 1600 mieszkańców. Jak podają źródła przedwojenne Rogoźnik charakteryzowany był jako wieś z zabudowaniami folwarcznymi po dawnym dworze z wzorcową szkółką drzew owocowych oraz wielkim ogrodem kwiatowym należącymi do Towarzystwa „Saturn”. Po rozwiązaniu gmin w latach 50. utworzył samodzielną gromadę zajmującą obszar około 8km2 i liczącą około 2800 mieszkańców. Do gminy Bobrowniki powrócił ponownie w latach 70.
Początek XX w. wiążę się z rozwojem z silnym rozwojem życia kulturalnego i społecznego. W 1900r powstaje Spółdzielnia Spożywców „Jedność”. Na jego zebraniach omawiano nie tylko sprawy stowarzyszenia ale także bieżące potrzeby mieszkańców. Na jednym z takich spotkań wniesiono projekt utworzenia Ochotniczej Straży Pożarnej, który z entuzjazmem został przyjęty. W 1910 roku Rogoźnik spotkał kataklizm na ogromną skalę. Ogromny pożar, który wybuchł prawdopodobnie w rejonie pomiędzy dzisiejszymi ulicami Krupną i 11-listopada, strawił 23 budynki mieszkalne i około 30 zabudowań gospodarczych. Ogień pochłonął większą część inwentarza mieszkańców. OSP utworzono w 1919r.
1916r to utworzenie Polskiej Macierzy Szkolnej oraz amatorskiego kółka scenicznego. Urządzano zabawy taneczne i przedstawienia a dochód przeznaczano na cele oświatowe. W ten sposób powstała w Rogoźniku pierwsza biblioteka oraz organizowano kursy dokształcające dla dorosłych. Kolejną inicjatywą jest utworzenie Koła Gospodyń Wiejskich, które założono w 1922r. Okres powstań śląskich to okres wzmożonej pomocy dla walczących Ślązaków.
Życie religijne mieszkańców Rogoźnika przez całe wieki związane było z parafią w Siemoni. Początkowo miejscem nabożeństw była stara zabytkowa kapliczka pochodząca z czasów Jana III Sobieskiego. Dopiero w 1957 roku erygowano parafię w Rogoźniku.
W okresie po II wojnie światowej w miejscowości wybudowano zakłady ogniotrwałe, utworzono państwowe gospodarstwo rolne i rolniczą spółdzielnię produkcyjną. Rogoźnik został wyzwolony przez oddziały 59 armii i 4 samodzielnego korpusu pancernego gwardii I Frontu Ukraińskiego.

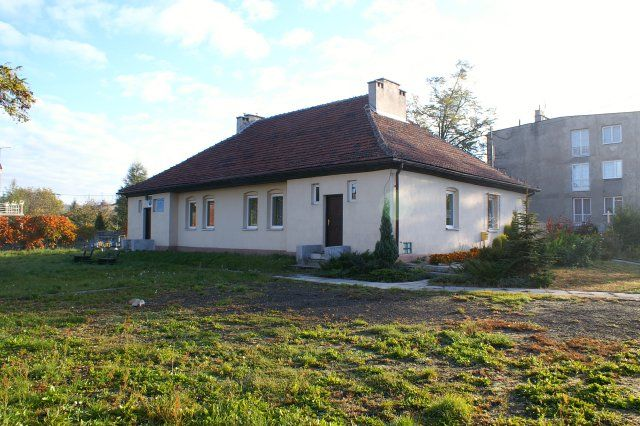
Sołtysówka w Rogoźniku

W latach 70. nad brzegiem Jaworznika i u podnóża góry Buczyna urządzono ośrodek sportu i rekreacji o zasięgu powiatowym. Obecnie Rogoźnik posiada prawie 3000 mieszkańców. Jest dobrze wyposażony w sieci infrastruktury technicznej. Posiada szkołę podstawową, gimnazjum, przedszkole, ośrodek zdrowia, filię gminnego ośrodka kultury i bibliotekę, boisko sportowe. W miejscowości działa wiele prywatnych firm o różnych profilach działalności. Prężnie rozwija się budownictwo mieszkaniowe. Mieszkańcy tworzą zintegrowaną społeczność a swoją aktywność społeczną przejawiają poprzez działalność w stowarzyszeniach i organizacjach społecznych oraz strukturach samorządu gminnego.

## Geografia i administracja
Rogoźnik zajmuje w gminie drugie miejsce pod względem liczby ludności (po Bobrownikach) oraz również drugie miejsce pod względem zajmowanego obszaru (po Sączowie). Posiada duże walory krajobrazowe, gdyż posadowiona jest u podnóża Buczyny (376,9 m n.p.m.), otoczona lasami i zbiornikami wodnymi. Na obszarze leśnym położonym nad potokiem Jaworznik w latach 70. poprzedniego stulecia urządzony został ośrodek rekreacyjny, który funkcjonował najpierw jako ośrodek powiatowy, później jako ośrodek rekreacyjno wypoczynkowy „Huty Katowice” w Dąbrowie Górniczej. Obecnie obszar ten stanowi zaplecze rekreacyjne dla mieszkańców gminy i mieszkańców ościennych miast. Stan własnościowy tego terenu jest zróżnicowany. W przeważającej części są to grunty Skarbu Państwa w zarządzie Starostwa Powiatowego w Będzinie. Znaczny odsetek stanowią również grunty będące w użytkowaniu wieczystym lub stanowiące własność osób fizycznych. Podobnie jest z infrastrukturą tego ośrodka (domki campingowe, obiekty gastronomiczne, wyposażenie techniczne).

### Demografia
Liczba ludności w miejscowości ma tendencję rosnącą. Związane jest to z napływem ludności z sąsiednich miast. W 2011 roku liczba ludności wyniosła 3 075 mieszkańców, z czego 51,6% stanowią kobiety, a 48,4% mężczyźni. W latach 1998–2021 liczba mieszkańców wzrosła o 0,6%. Na przestrzeni lat stan liczby mieszkańców zameldowanych na pobyt stały przedstawia się następująco:
| rok        | 1787 | 1826 | 1858 | 1999 | 2003 | 2004 | 2005 | 2006 | 2007 | 2008 | 2011 | 2014 | 2021 |
| ---------- | ---- | ---- | ---- | ---- | ---- | ---- | ---- | ---- | ---- | ---- | ---- | ---- | ---- |
| mieszkańcy | 285  | 426  | 533  | 2753 | 2822 | 2776 | 2761 | 2747 | 2749 | 2753 | 2860 | 2895 | 3075 |

- Wykres liczby ludności wsi Rogoźnik na przestrzeni 3 ostatnich stuleci

## Środowisko kulturowe

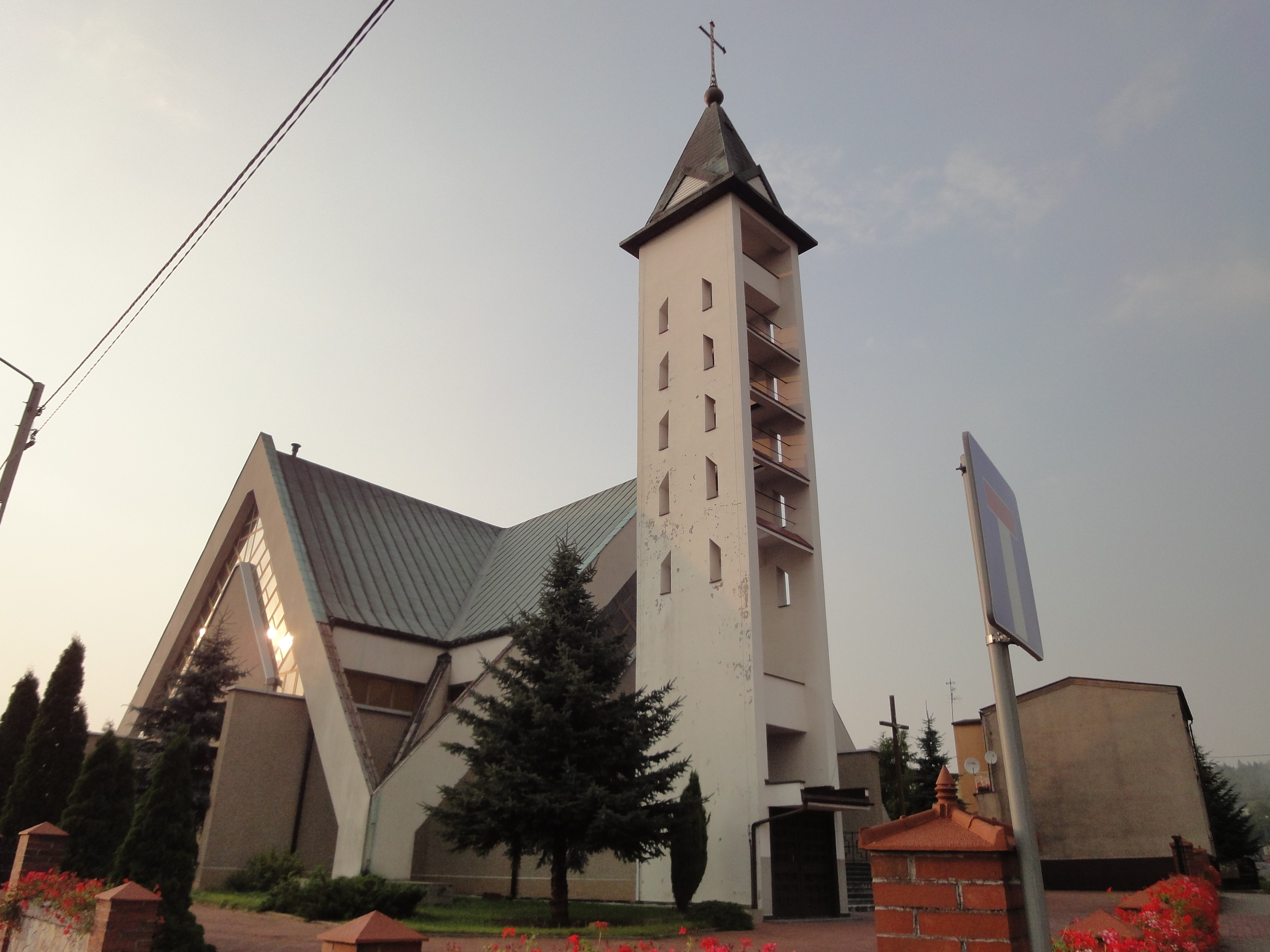
Kościół w Rogoźniku

Na terenie Rogoźnika wyznaczona została strefa ochrony archeologicznej oraz ustalony wykaz obiektów o charakterze zabytkowym. Należą do nich domy z początku XX wieku, krzyże przydrożne również z początku XX wieku, kolejowy wiadukt z XIX wieku. Do wartości kulturowych Rogoźnika głównie należą wartości krajobrazowe terenów w otoczeniu zbiorników wodnych wraz ze zboczami Buczyny, zaliczone do obszarów o wysokich i ponadprzeciętnych wartościach oraz dwór zaadaptowany do pełnienia funkcji upowszechnienia kultury w sołectwie, w którym mieści się filia Gminnego Ośrodka Kultury w Bobrownikach.

## Oświata i wychowanie
W Rogoźniku działa przedszkole publiczne, które w 2007 roku miało 50 wychowanków oraz zespół szkół obejmujący szkołę podstawową i gimnazjum, do którego w 2007 roku uczęszczało 254 uczniów. W budynku zespołu szkół znajduje się również siedziba Gminnego Zespołu Oświaty, który zapewnia obsługę wszystkich placówek oświato-wychowawczych w gminie Bobrowniki.
Placówki oświatowe w sołectwie:
- Przedszkole publiczne wraz ze żłobkiem gminnym
- Szkoła Podstawowa im. J. Słowackiego

W Rogoźniku ma swą siedzibę Międzynarodowe Miasteczko Edukacji Ekologicznej – Ośrodek Edukacji Ekologicznej prowadzący od 1991r różne zajęcia (warsztaty i obozy ekologiczne) dla dzieci, młodzieży i dorosłych z kraju i zagranicy. Rocznie w zajęciach uczestniczy kilka tysięcy uczestników.

## Sport i rekreacja

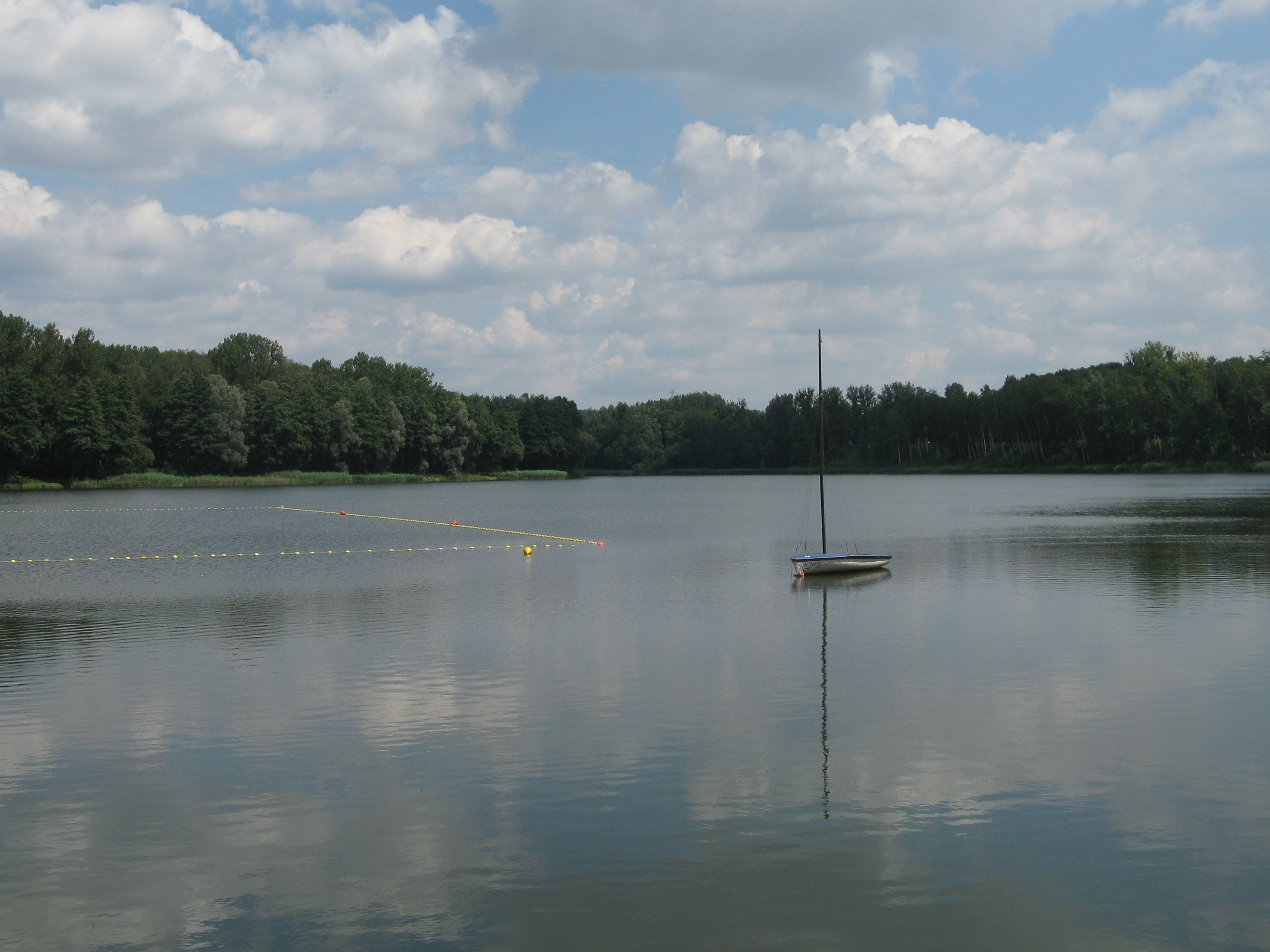
Zbiornik wodny Rogoźnik I (2018)

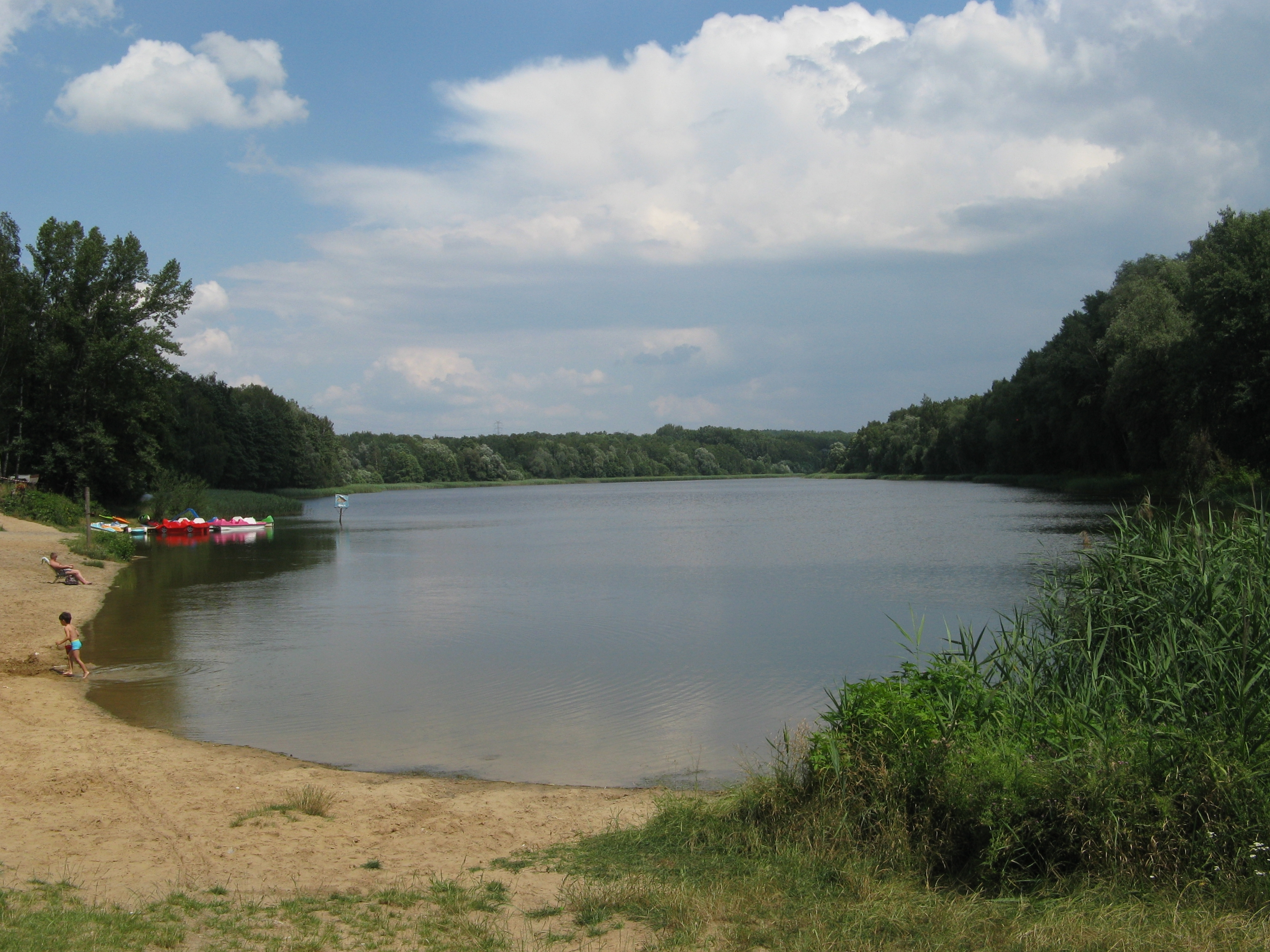
Zbiornik wodny Rogoźnik II (2018)

W sołectwie działa klub sportowy Cyklon Rogoźnik założony w 1929 roku. Drużyna piłkarska wchodząca w skład klubu gra obecnie w lidze okręgowej, w grupie IV katowickiej. Niezależnie od swojej statusowej działalności klub zajmuje się upowszechnianiem sportu wśród dzieci i młodzieży, jest współorganizatorem różnych imprez integrujących miejscowe społeczeństwo.
Filia Gminnego Ośrodka Kultury obejmuje działalność świetlicy i biblioteki. W sołectwie działa Koło Gospodyń Wiejskich, Folklorystyczny Zespół „Rogozanki”. Gminny Ośrodek Kultury prowadzi również grupy artystyczne dzieci i młodzieży, przeglądy twórczości i wernisaże miejscowych artystów.
Ochotnicza Straż Pożarna jest ważnym podmiotem krzewienia kultury i sportu w miejscowości. Dysponuje własnym zapleczem materialno-technicznym.
W Rogoźniku działa także 103. koło Polskiego Związku Wędkarskiego. W zbiorniku wodnym Rogoźnik II pływają Jaź, Karp, Leszcz, Lin, Okoń, Płoć, Szczupak i Wzdręga.

## Turystyka

### Szlaki turystyczne
Szlak Historii Górnictwa Górnośląskiego (100,60 km)
- Trasa: Łubianki → Rogoźnik → Rybnik

 Szlak Świerklaniecki (26 km)
- Trasa: Grodziec → Rogoźnik → Miasteczko Śląskie

## Gospodarka

### Rolnictwo
W Rogoźniku istnieje tylko 51 gospodarstw rolnych. Zajmują one łącznie 198 ha. Znajdują się w następujących przedziałach obszarowych:
- od 1 do 2 ha - 32 gospodarstwa,
- powyżej 2 do 5 ha - 12 gospodarstw,
- powyżej 5 do 15 ha - 2 gospodarstwa,
- powyżej 15 ha - 5 gospodarstw.

Duża część gruntów jest odłogowana. Mimo że wymienione jednostki zaliczane są zgodnie z przepisami do gospodarstw rolnych, nie zalicza się ich do gospodarstw o dużej zdolności gospodarczej. Płody rolne z gruntów użytkowanych rolniczo przeznaczane są na samozaopatrzenie. Gospodarstwa rolne nie stanowią źródeł utrzymania dla ich właścicieli.

### Rezydencja i rekreacja
Bliskie sąsiedztwo obszarów zurbanizowanych predestynuje Rogoźnik do pełnienia funkcji rezydencjalnych i rekreacyjnych. Z napływem nowych mieszkańców łączy się wzbogacenie kapitału społecznego, rozwój usług, a co za tym idzie poprawa dochodów mieszkańców. Z napływem nowych mieszkańców następuje zahamowanie spadku liczby ludności a ponadto wpływa to na poprawę struktury wiekowej mieszkańców. Ludność napływowa to w większości osoby do 30. roku życia, a więc w okresie wzmożonej aktywności zawodowej. Podobnie jest z rozwojem funkcji rekreacyjnych, których prawidłowe ukierunkowanie wpływa na wzrost kapitału miejscowości i podnosi jego prestiż. 125 ha obszaru Rogoźnika zajmują tereny rekreacyjne, które do roku 1990 funkcjonowały jako ośrodek sportowo-wypoczynkowy Kombinatu Metalurgicznego „Huta Katowice” w Dąbrowie Górniczej. Na obszarze tym swoje ośrodki wypoczynkowe posiadały również inne zakłady z pobliskich miast, ale głównym właścicielem wyposażenia ośrodka w urządzenia techniczne (budowle, sieci energetyczne, sieci wodociągowe i kanalizacyjne) był wymieniony Kombinat. Restrukturyzacja przedsiębiorstwa „Huta Katowice” oraz innych przedsiębiorstw państwowych prowadzona w latach dziewięćdziesiątych spowodowała wyzbycie się majątku trwałego znajdującego się na obszarze byłego ośrodka na rzecz różnych mniejszych podmiotów, głównie osób fizycznych lub spółek handlowych. Żaden z tych podmiotów nie przejął funkcji wiodącej w zarządzaniu omawianym obszarem. Z tego też powodu w okresie przekształceń w zasadzie nie były prowadzone na tym obszarze żadne inwestycje dążące do wzmocnienia funkcji rekreacyjnej, a wręcz wpływały na jej osłabienie. Pomimo opisanych problemów nadal odnotowuje się zainteresowanie miejscowych osób a także mieszkańców sąsiednich sołectw i miast spędzaniem wolnego czasu w okresie letnim w tym ośrodku. Nadal też ośrodek pełni funkcję wypoczynku sobotnio–niedzielnego, a przede wszystkim stanowi miejsce spacerowe dla różnych grup i osób. Ponadto stanowi ważną bazę żywieniowo-dydaktyczno-noclegową dla działającego tu od 1991r Międzynarodowego Miasteczka Edukacji Ekologicznej.
Struktura własnościowa tego obszaru przedstawia się następująco:
- Grunty stanowiące własność Skarbu Państwa - 38 ha
- Grunty Lasów Państwowych - 42 ha
- Grunty osób fizycznych i spółek handlowych - 5 ha
- Grunty Gminy - 2 ha
- Zbiorniki wodne - 38 ha

### Pozostałe branże gospodarcze
Mieszkańcy w większości pracują zawodowo w firmach, poza swoją miejscowością. W Rogoźniku istnieje 150 firm o różnych branżach. Około 40 to firmy transportowe, około 40 świadczy usługi w sektorze budowlanym, 20 świadczy usługi handlowe i gastronomiczne. W miejscowości są dwie piekarnie pieczywa, jeden zakład ogrodniczy i jeden produkujący akcesoria ogrodnicze. Pozostałe zakłady świadczą w węższym zakresie i w rozmaitych branżach usługi na rzecz miejscowej ludności.

## Transport i komunikacja
W pobliżu miejscowości przebiegają drogi:
Drogi Wojewódzkie:
- 913 Gródków - Pyrzowice

Drogi Krajowe:
- 94 Zgorzelec – Kraków (w odległości ok. 9 km)
- 86 Podwarpie - Tychy (w odległości ok. 10 km)

### Autobusy
Połączenia wewnątrz wsi i między całą gminą zapewnia komunikacja autobusowa. Usługi komunikacyjne świadczone są przez ZTM. We wsi kursuje dziewięć linii autobusowych:
- 43 Katowice-Dobieszowice-Katowice (okrężna)
- 52 Bytom-Wojkowice
- 103 Wojkowice-Tąpkowice
- 119 Świerklaniec-Katowice
- 170 Katowice-Sączów
- 700 Bytom-Wojkowice
- 721 Będzin-Dobieszowice-Będzin
- 722 Będzin-Dobieszowice-Będzin
- 904 Dobieszowice-Będzin (nocna)

### Lotnisko
- W odległości około 12 km od Rogoźnika w Pyrzowicach znajduje się port lotniczy Katowice-Pyrzowice.

## Osoby związane z Rogoźnikiem
- Waldemar Andzel – polityk, politolog, poseł na Sejm RP V, VI i VII kadencji.

## Ciekawostki i legendy o Rogoźniku
Idąc z Rogoźnika do Siemoni, spostrzega się na górach po lewej stronie drogi, tu i ówdzie leżące, kupki rozrzuconych kamieni. O tych kamieniach tak opowiadają starzy ludzie: W dawnych czasach gdy na górach rosły duże lasy, można było spotkać grupki ludzi "przegrzebujących" ziemię i szukających rozmaitych kruszców, które po wydobyciu odwożono końmi w różne strony.
Na jednym wzgórzu trzej bracia wykarczowali las i rozpoczęli "kopać" w ziemi. Codziennie o świcie zjawiali się po kolei na swojej "górze" ("górą" zwano dawniej kopalnie) z wozem i końmi, a pod wieczór ładownym wozem odjeżdżali w stronę Wojkowic. Zdarzyło się raz w porze jesiennej, że nastał nagle wielki ziąb. Jeden z braci przyjechawszy na "kopanie" rozpalił pod pobliskim drzewem ognisko; w czasie pracy, co chwilę, szedł ogrzać się przy palenisku. Gdy przyszedł do ogniska trzeci raz, usłyszał głos kobiecy, dochodzący go z góry i proszący o pozwolenie ogrzania się przy ognisku. Spojrzał górnik do góry i dostrzegł, między chojarami sosny, starą babę, trzymająca pręcik z brzozy w ręce. Kazał jej zejść i usiąść przy ognisku. Baba zlazła z sosny, a stanąwszy obok ogniska, znienacka uderzyła przez plecy kopacza witką. W tej chwili górnik zamienił się w kamień. Stara wiedźma poszła następnie do koni stojących opodal i również uderzeniem rózgi, zamieniła je w kamienie, a wóz zepchnęła w dół. Na drugi dzień przyjechał drugi brat na robotę. Znów z powodu zimna rozpalił ognisko i powtórzyła się ta sama historia z babą, co wczoraj. On i jego konie, przez zdradliwe uderzenie wicią, zostali zamienieni w kamienie. Trzeci brat nie doczekawszy się pierwszego, który zawsze po dwóch dniach wracał do domu o wieczorze, zaprzęgnął konie i na trzeci dzień o świtaniu wyjechał do pracy. Już w drodze spostrzegł, że koło wozu biegnie ulubiony jego pies, który zawsze pozostawał na straży domostwa. Rozpoczął nawoływać go, aby powrócił do domu, ale pies ani myślał o tym i wyrywał się naprzód. Widząc, że wszelkie nakazy nie pomogą, pozwolił psu towarzyszyć sobie. Gdy przyjechał na miejsce, odprowadził konie na bok, rzucił im wiązkę siana i odszedł do swej "góry", pies zaś zaczął niespokojnie biegać dookoła i węszyć. Po pewnym czasie trzeci brat zziębnięty odszedł i zaczął rozpalać ognisko, aby przy jego cieple mógł się rozgrzać. I znów, jak jego dwaj bracia, posłyszał prośbę baby o pozwolenie ogrzania się. Spostrzegłszy starą kobietę z rózgą między chojarami, kazał jej zejść i usiąść przy ognisku. Zaledwie jednak wiedźma stanęła na ziemi, przypadł do niej pies, chwycił zębami za spódnicę, targając ją niemiłosiernie. Baba narobiła wrzasku, a pies coraz bardziej ją tarmosił i pociągał to w tę, to w ową stronę. Co babsko zamierzyło się witką na psa, to on nie puszczając spódnicy, uskakiwał w inną stronę. Baba widząc, że z psem nie poradzi sobie, zaczęła prosić górnika, aby psa odwołał. Wszelkie usiłowania w tym kierunku nie odniosły jednak skutku, - pies nie zważał na nawoływania, groźby i prośby pana. W pewnym momencie skoczył na kark babie, chwycił w zęby chustkę jaką miała na głowie i znów zaczął tarmosić. Babsko wywijało na wszystkie strony prętem, lecz psa dosięgnąć nie mogło. Widząc, że nie zdoła odgonić psa, rzekła do jego pana: - Jestem czarownicą, weź ten pręcik ode mnie i spędź nim psa z mego grzbietu! - to mówiąc rzuciła pręcik pod nogi górnikowi. Zmiarkował "kopacz", że z owym prętem jest coś nie w porządku, więc podniósł go, lecz psa nie miał zamiaru odpędzić. Baba widząc, iż jej zamiary spełzły na niczym, rzekła: - Obróć witkę grubszym końcem i idź do tych kamieni co stoją opodal, uderz każdy grubszym końcem witki, a potem uwolnij mnie od psa. Usłuchał chłopek baby, podszedł do jednego kamienia, śmignął go witką, a oto kamień ożył i zamienił się w pierwszego brata, żywego i całego Nie pytając o nic pobiegł do drugiego kamienia śmignął go witką i znów kamień przemienił się w drugiego brata. Popędził dalej, uderzył trzeci, czwarty, szósty, które znów ożyły. Były to konie braci. Rozeźlony wielce, przyskoczył do baby, i pyta czy takich kamieni jest więcej po górach. Roześmiała się straszliwie baba, a widząc co ją czeka, coś krzyknęła, ot jakieś zaklęcie, i w tej chwili wszystkie kamienie dokoła rozpadły się w kawałki z hukiem. Gdy to się stało, wrzasnęła czarownica: - Już tych nie wskrzesisz ! W tej chwili spadł na nią pręt brzozowy cieńszym końcem. Babsko od razu zamieniło się w kamień olbrzymi, który pod drugim uderzeniem rozpadł się w kawały. W chwili gdy witka spadała na grzbiet babski, pies skoczył z wozu na ziemię i zaczął radośnie poszczekiwać. Bracia zabrawszy konie, odeszli do domu i już więcej na "górę" swoją nie poszli. Do dzisiaj na tym miejscu widnieje głęboki lej, obok którego leżą kupki kamieni, których nikt nie rusza. Są to szczątki skamieniałej czarownicy, inne kupki to szczątki tych, których wiedźma zamieniła w kamienie.